# Leigh Alma Johnson
Leigh Alma Johnson (n. 1966) es un botánico estadounidense; trabajando en historia natural y en manejo de los recursos naturales de diversas regiones de EE. UU. Desde 1999, es profesor asociado y curador asociado del Herbario del Departamento de Biología Integrativa de la Universidad Brigham Young.
En 1991, obtuvo su B.Sc. por la Universidad Brigham Young, y en 1996 su PhD en la Washington State University.

## Algunas publicaciones
- Johnson, L., Cairns-Heath, H. "Decrypting cryptic species: morphological and molecular evidence for recognizing Navarretia linearifolia as distinct from N. sinistra. (Polemoniaceae)." Systematic Botany 35 (3 ): 618-628 3ª ed. 2010 website

- Porter, J. M., Johnson, L., Wiken, D. "Phylogenetic systematics of Ipomopsis (Polemoniaceae): relationships and divergence times estimated from chloroplast and nuclear DNA sequences." Systematic Botany 35 (1 ): 181-200 1ª ed. 2010 website

- Cosacov, A., Sersic, A. N., Sosa, V., Johnson, L., Cocucci, A.A. "Multiple periglacial refugia in the Patagonian steppe and post-glacial colonization of the Andes: the phylogeography of Calceolaria polyrhiza." J. of Biogeography 37: 1463-1477. 2010 website

- Johnson, L., Chan, L., Weese, T. L., Busby, L. D., McMurry, S.L. "Nuclear and cpDNA sequences combined provide strong inference of higher phylogenetic relationships in the phlox family (Polemoniaceae)." Molecular Phylogenetics and Evolution 48: 997-1012. 2008

- -----------------. "Transfer of the Western North American Species Gilia splendens to Saltugilia (Polemoniaceae), and the taxonomic affinities of Gilia scopulorum, Gilia stellata, and Gilia yorkii." Novon 17: 193-197. 2007

- -----------------. "Two new species and a reassessment of synonymy in the Navarretia pubescens complex (Polemoniaceae) of western North America." Novon 17 (2007): 454-461

- -----------------, Johnson, R. "Morphological delimitation and molecular evidence for allopolyploidy in Collomia wilkenii (Polemoniaceae), a new species from northern Nevada." Systematic Botany 31: 349-360. 2006

- Weese, T. L., Johnson, L. "Utility of NADP-dependent isocitrate dehydrogenase for species-level evolutionary inference in angiosperm phylogeny: a case study in Saltugilia." Molecular Phylogenetics and Evolution 36: 24-41. 2005

- Johnson, L., Huish, K. H., Porter, J. M. "Seed surface sculpturing and its systematic significance in Gilia (Polemoniaceae) and segregate genera." International J. of Plant Sci. 165: 153-172. 2004

- La abreviatura «L.A.Johnson» se emplea para indicar a Leigh Alma Johnson como autoridad en la descripción y clasificación científica de los vegetales.[1]